# ビーシュリンプ

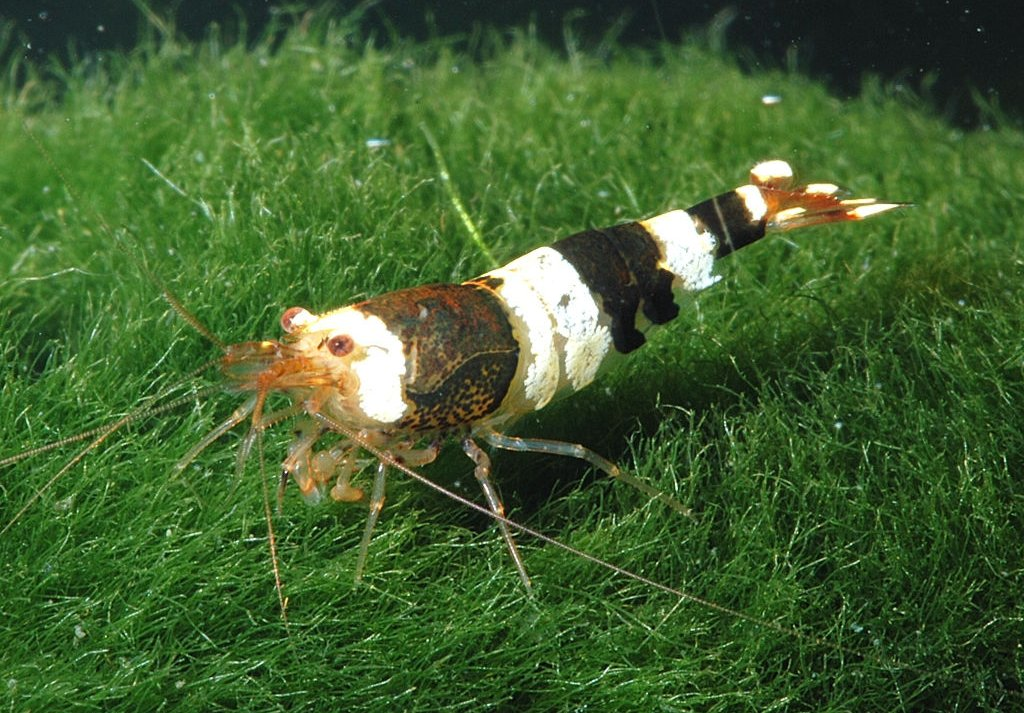
黒ビーシュリンプ 白黒の改良品種

ビーシュリンプ（Bee shrimp）は、ヌマエビ科ヒメヌマエビ属またはカワリヌマエビ属のエビ。陸封型の淡水エビである。白黒の横縞模様がある鮮やかな体色から観賞用に飼育され、繁殖も比較的容易な為、愛好者も多い。

## 概要
成体の体長は約3 cm程度で、体の縞がハチ（Bee）に似ることからビーシュリンプと呼ばれる。ただしこの名前は輸入業者が輸入時に使用した名前がそのまま定着した物で、同名で複数の種が輸入・流通されていたと考えられる。
本種には学名が付いていない。Neocaridina sp.を学名として紹介した熱帯魚の書籍やウェブサイトがあるが、これは誤りである。この場合のsp.とは種小名が無いという意味。学名は属名+種小名から成り立つが、ビーシュリンプは種として新種同定がこれまで行われていない。本種は飼育環境下で繁殖が繰り返された結果、原産地と原種を特定するのが困難になった。タイプ標本も存在しておらず、このような現状で、新種記載を行うのは困難である。人間が改良を繰り返した飼育動物に学名が付けられていない種は多数存在しており、ビーシュリンプに限定した珍しい事柄ではない。
アクアリウム市場では、茶色または黒の横縞と、透明または白の横縞が連なった縞模様の個体が原種とされ、原産地は香港と紹介されているが、学術的な詳細は分かっていない。レッドビーシュリンプは本種の突然変異で赤くなった個体を固定化した改良品種である。
現在も複数の種が流通しており、比較的初期から輸入・流通されていた白と黒の模様がハッキリした種は俗に「本ビーシュリンプ」「元祖ビーシュリンプ」「原種ビーシュリンプ」「リアルビーシュリンプ」「香港ビーシュリンプ」等と呼ばれる。
過去に日本への輸入が途絶えた時期に「ニュービーシュリンプ」の名称で、本項目のビーシュリンプに似たエビが輸入・流通された。「中国ビーシュリンプ」などの商品名でも呼ばれ、こちらも「香港ビーシュリンプ」あるいは単に「ビーシュリンプ」など、別種のエビにもかかわらず紛らわしい商品名を付けられることもある。
前例の「香港ビーシュリンプ」の様に、違った種が同一の呼称で流通していたり、「香港産(リアル)ビーシュリンプ」の様にブリードや出荷ファームの地域名であったり、複数の種が一括りに「ビーシュリンプ」として混ざった状態で販売されている事があるので、特定の種に限定して入手したい際には注意が必要である。
そもそも先述の通り日本におけるビーシュリンプが何らかの単一種を表すものとは言いがたいところであるが、属レベルでもヒメヌマエビ属かカワリヌマエビ属かがはっきりとしておらず、肉眼レベルでの外見からミナミヌマエビの近縁とされ、カワリヌマエビ属とされることが多かった。しかし2006年の市販生体の標本調査では「元祖ビーシュリンプ」「ニュービーシュリンプ」「レッドビーシュリンプ」「白黒ビーシュリンプ」の全てがヒメヌマエビ属と同定され、カワリヌマエビ属のものは存在しなかった。なお、英語版WikipediaではBee shrimpは一貫してヒメヌマエビ属(Caridina)としている。
「ビーシュリンプ・レッドビーシュリンプ」として流通しているものの中には、2014年に新種記載された香港原産のCaridina logemanniも含まれる。また2018年から2021年には荒川水系に定着しているヒメヌマエビ属31個体の標本がこのCaridina logemanniと同定された。
以下は比較的初期から輸入・流通されていた種について記述する。

## 分布
香港にて現地調査が行われたが、生息の確認には至っていない。

## 飼育
一般的なアクアリウム知識と機材が必要とされるが、特別な専門知識や高価な機材は要らない。ただし、ビーシュリンプ自体の値段はヤマトヌマエビやミナミヌマエビに比べると高価。
観賞用エビの飼育全般に言えるが、水質には敏感で、pHやアンモニアや亜硝酸の変化や、化学物質の混入(薬品や農薬や殺虫剤等)で簡単に死滅してしまう事もある。混泳については、中型・大型魚にとっては格好の餌になる。
- pH：5.0-8.0
- 温度：15-27℃。低温には比較的強く、10℃でも生存している例もある。
- 餌：雑食性で食性は幅広い。藻類、赤虫、糸ミミズ、茹でたホウレンソウやタンポポ（ただし必ず無農薬）、一般観賞魚用飼料、エビ用の飼料 等
- 寿命：およそ1年半-2年程度

## 繁殖
水質や環境等の条件が満たされ安定すれば、比較的容易に繁殖する。繁殖に適した温度は20-27℃程度で、この範囲であれば年間を通じて産卵を行う。
オスもメスも、およそ生後2ヶ月程度で繁殖可能となる。メスの個体は産卵前に脱皮を行い、何らかの誘発物質を放出し、オスの個体を引き寄せ交接を行う。その際に、誘発物質に反応した他の個体が水槽内を縦横無尽に泳ぎ回り、俗に「抱卵の舞」と呼ばれる行動を行う事が多い。
一度の産卵で、直径1ミリ程度の卵を10-40個ほど産み、メスの個体が腹肢に抱え込むように保護する。孵化に要する累計温日はおよそ550℃・日で、幼体は親とほぼ同じ形状をしている。水温25度で、約25日で卵から子エビが孵る。繁殖は淡水でのみ可能で、汽水や海水は必要としない。